# 有村架純
有村架純（日语：／ Arimura Kasumi；1993年2月13日—），日本女演員，兵庫縣伊丹市出身，所屬經紀公司為FLaMme。

## 經歷
2010年1月在《產經體育》的新春企画「新春少女」初次亮相；同年4月（高中三年級）上京，以事務所的前輩戶田惠梨香為目標。《鋼之女》為其首次參演的電視劇，之後戲路多樣化。同年出演TBS電視劇《SPEC》，飾演年輕女警正汽雅，凭借可愛模樣而受到廣泛關注。
2013年4月被任命為「伊丹市大使」，並參與大熱NHK晨間劇《小海女》演出，成功詮釋天野春子（小泉今日子）年輕時的模樣備受關注跟好評，小泉因此向她致謝鼓舞。她原本是參加《小海女》女主角甄選，雖未中選，製作人訓霸圭卻發現其嫣然一笑的表情與小泉十分神似。經同仁滿場一致決定，得到飾演年輕天野春子的機會，與小泉同世代的母親得知後大為驚訝及興奮。有村的「聖子頭」（聖子ちゃんカット）外表和當年小泉剛出道時如出一轍，小泉亦認為有村笑的時候下巴線條跟她本人很像。
2015年5月1日，主演電影《墊底辣妹》大受歡迎，金髮濃妝的打扮成為熱門話題。12月22日，日本權威雜誌《ORICON STYLE》公布「2015年日本爆紅女星排名」，有村連續兩年當選冠軍。
2016年，有村憑電影《墊底辣妹》嬴得第39回日本電影學院獎新人俳優賞、第58屆藍絲帶賞最佳女主角。1月8日，首次主演富士電視台「月9」電視劇《思戀哭泣》，飾演女主角杉原音，也是有村首部於民營電視台連續劇擔任主演的戲劇作品。
2016年6月29日，NHK公布由有村主演2017年前期的晨間劇《雛鳥》。
2016年11月NHK正式公布由她擔任第67回紅白歌唱大賽紅組主持人。
2017年11月NHK正式公布由她擔任第68回紅白歌唱大賽紅組主持人，有村架純為連續第二年擔任紅組主持。
2018年10月9日，主演TBS電視劇《中學聖日記》，飾演女主角末永聖。她的演出獲得觀眾一致好評。 
2019年8月4日，主演WOWOW「連續劇W」時段電視劇《然後，活下去》。
2020年3月20日，主演WOWOW電視劇《有村架純的攝休》。
2021年4月17日，主演NTV電視劇《喜劇開場》。
2023年2月23日，主演Netflix電影《我是千尋》。
2024年11月14日，主演Netflix影集《再見的延續》。

## 轶事
- 家中有母親和一個年長2歲的姊姊[15]，小時候父母離異，姊妹倆跟著母親一起生活，姊姊有村藍里曾以藝名“新井優子”從事寫真女星活動。[3][4]
- 於中學二年級時看到電視劇後，萌生「要是能自己演就好了」的念頭，因而立志當演員。2008年參加FLaMme事務所的選拔甄試，在克服措詞及減肥等課題後，終於2009年12月補考合格。[5]
- 因拍攝電影《女子戰隊》而和高畑充希成為好朋友，之後亦在《追憶潸然》一起合作。
- 休息日通常一個人活動，會去打棒球，喜歡做料理。

## 作品演出

### 電視劇
| 劇集名稱                                                | 電視台                 | 播放日期                 | 角色名稱             | 集數     | 性質   |
| ------------------------------------------------------- | ---------------------- | ------------------------ | -------------------- | -------- | ------ |
| 鋼之女                                                  | EX                     | 2010年5月21日－7月2日    | 西堀麻奈             |          |        |
| SPEC～警視廳公安部公安第五課 未詳事件特別對策係事件簿～ | TBS                    | 2010年10月8日－12月17日  | 正汽雅               | 全劇     |        |
| 惡黨～重犯罪捜査班                                      | EX                     | 2011年2月25日            | 百瀬真奈美           | 客串     |        |
| 鋼之女2                                                 | EX                     | 2011年4月21日－6月16日   | 西堀麻奈             |          |        |
| 惡黨～重犯罪捜査班                                      | EX                     | 2011年2月25日            | 百瀬真奈美           | 客串     |        |
| 還有第11人！                                            | EX                     | 2011年10月21日－12月16日 | 真田二子             |          |        |
| SPEC〜翔〜                                              | TBS                    | 2012年4月1日             | 正汽雅               |          |        |
| 幸運三人組                                              | 東京電視台             | 2012年4月13日－6月29日   | 秋山ユイ / レイナ    |          |        |
| 三色貓福爾摩斯的推理                                    | 日本電視台             | 2012年4月13日－6月29日   | 村瀨明日香           | 第8至9集 |        |
| 我的暑假 第2部                                          | 東海電視台             | 2012年8月6日－31日       | 青山春菜             |          |        |
| 白色沙灘旁的鶴龜助產院                                  | NHK                    | 2012年8月28日－10月16日  | 上原紗由梨           |          |        |
| 勇者義彥和惡靈之鑰                                      | 東京電視台             | 2012年11月23日           | 假阿紫               | 客串     |        |
| 除惡幫陣八                                              | 讀賣電視台             | 2013年1月10日－3月28日   | 神谷萌               |          |        |
| 小海女                                                  | NHK                    | 2013年4月1日－9月28日    | 天野春子（年輕時期） |          |        |
| 世界奇妙物語'13 春之特別篇「石油出來了」                | 富士電視台             | 2013年5月11日            | 辻浦澄子             |          |        |
| STAR MAN 這顆星上的戀愛                                 | 關西電視台             | 2013年7月9日－9月10日    | 臼井祥子             |          |        |
| 推理要在晚餐後 船上偵探影山                             | 富士電視台             | 2013年7月31日            |                      | 客串     |        |
| Chicken Race                                            | WOWOW                  | 2013年11月10日           | 櫻井久美             |          |        |
| 鸛鳥搖籃 棄嬰保護艙                                     | TBS                    | 2013年11月25日           | 新山歩美             |          |        |
| 失戀巧克力師                                            | 富士電視台             | 2014年1月13日－3月24日   | 小動茉莉             |          |        |
| 吶喊正義 第1季                                          | TBS / WOWOW            | 2014年4月10日－5月22日   | 中島葵美             |          |        |
| 即使弱小也能取勝                                        | 日本電視台             | 2014年4月12日－6月21日   | 樽見柚子             |          |        |
| 隔壁收銀台的梅木小姐                                    | 富士電視台             | 2014年12月21日           | 澤村美香             |          |        |
| 歡迎來我家                                              | 富士電視台             | 2015年4月13日－6月15日   | 倉田七菜             |          |        |
| 永遠的我們 sea side blue                                | 日本電視台             | 2015年4月13日            | 松岡藍               | 全劇     | 主演   |
| 潛入深海                                                | WOWOW                  | 2015年10月10日－11月6日  | 天谷深雪             | 全劇     | 主演   |
| 世界奇妙物語25週年秋～傑作復活編                        | 富士電視台             | 2015年11月21日           | 中島美和             | 全劇     | 主演   |
| 那一年我們談的那場戀愛                                  | 富士電視台             | 2016年1月18日－3月21日   | 杉原音               | 全劇     | 主演   |
| 雛鳥                                                    | NHK                    | 2017年4月3日－9月30日    | 谷田部峰子→前田峰子  | 全劇     | 主演   |
| 中學聖日記                                              | TBS                    | 2018年10月9日－12月18日  | 末永聖               | 全劇     | 主演   |
| 雛鳥2                                                   | NHK                    | 2019年3月25日－28日      | 前田峰子             | 全劇     | 主演   |
| 然後，活下去                                            | WOWOW                  | 2019年8月4日－9月8日     | 生田瞳子             | 全劇     | 主演   |
| 有村架純的攝休                                          | WOWOW                  | 2020年3月20日－5月8日    | 本人                 | 全劇     | 主演   |
| 太陽之子                                                | NHK                    | 2020年8月15日            | 朝倉世津             | 全劇     | [ 21 ] |
| 姐姐的戀人                                              | 關西電視台・富士電視系 | 2020年10月27日－12月22日 | 安達桃子             | 全劇     | 主演   |
| 鐵證懸案～真相之門～                                    | WOWOW                  | 2020年12月19日           | 貴船美沙             | 第3集    |        |
| 喜劇開場                                                | 日本電視台             | 2021年4月17日－6月19日   | 中濱里穗子           | 全劇     |        |
| 前科者 -新人保護司·阿川佳代-                            | WOWOW                  | 2021年11月20日－12月25日 | 阿川佳代             | 全劇     | 主演   |
| 石子與羽男-這種事能告嗎？-                              | TBS                    | 2022年7月8日－9月16日    | 石田硝子             | 全劇     | 主演   |
| 怎麼辦家康                                              | NHK                    | 2023年1月－12月          | 瀨名（築山殿）       |          |        |
| 海的開始                                                | 富士電視台             | 2024年7月1日－9月23日    | 百瀬弥生             | 全劇     |        |

### 電影
| 電影名稱                        | 上映日期                                 | 發行商                     | 角色名稱              | 性質 |
| ------------------------------- | ---------------------------------------- | -------------------------- | --------------------- | ---- |
| 阪急電車 單程15分鐘的奇蹟       | 2011年4月29日                            | 東寶                       | 門田悦子              |      |
| 女孩BASARA -戰國時代在圈外-     | 2011年11月26日                           | 角川映畫                   | 太田あさみ            | 主演 |
| 超能力事件簿首部曲:天啟         | 2011年11月26日                           | 東寶                       | 正汽雅                |      |
| 小小指揮家                      | 2013年2月1日                             | Argo Pictures              | 吉川美咲              | 主演 |
| 兒童警察                        | 2013年3月20日                            | 東寶                       | 女高中生              |      |
| SPEC～結～ 漸之篇               | 2013年11月1日                            | 東寶                       | 正汽雅                |      |
| JUDGE審判                       | 2013年11月8日                            | 東寶                       | ライオン / 朝比奈まゆ |      |
| SPEC～結～ 炎之篇               | 2013年11月29日                           | 東寶                       | 正汽雅                |      |
| 女子戰隊                        | 2014年6月7日                             | 國王唱片                   | 綠山鹿子              |      |
| 平穩的日子、奇蹟的太陽（平穏な日々、奇蹟の陽）      | 2014年11月7日                            | アドウェイズ・ピクチャーズ | 紗季                  | 主演 |
| 閃爍的愛情                      | 2015年3月14日                            | 東寶                       | 木下仁菜子            | 主演 |
| 墊底辣妹                        | 2015年5月1日                             | 東寶                       | 工藤彩加              | 主演 |
| 只有我不存在的城市              | 2016年3月19日                            | 華納                       | 片桐愛梨              | 主演 |
| 請叫我英雄                      | 2016年4月23日                            | 東寶                       | 早狩比呂美            |      |
| 夏美的螢火蟲                    | 2016年6月11日                            | AEON ENTERTAINMENT         | 河合夏美              | 主演 |
| 何者                            | 2016年10月15日                           | 東寶                       | 田名部瑞月            |      |
| 3月的獅子                       | 2017年3月18日(上集) 2017年4月22日 (下集) | 東寶                       | 幸田香子              |      |
| 關原之戰                        | 2017年8月26日                            | 東寶                       | 初芽                  |      |
| 愛，不由自主                    | 2017年10月7日                            | 東寶                       | 工藤泉                |      |
| 在咖啡冷掉之前                  | 2018年9月21日                            | 東寶                       | 時田数                | 主演 |
| 家族的色彩                      | 2018年11月30日                           | 松竹                       | 奥薗晶                | 主演 |
| 福爾圖娜之瞳                    | 2019年2月15日                            | 東寶                       | 桐生葵                |      |
| 然後，活下去                    | 2019年9月27日                            | WOWOW                      | 生田瞳子              | 主演 |
| 請告訴我到車站的路              | 2019年10月18日                           | Q-TEC                      | 十年後的（聲音）      | 旁白 |
| 花束般的戀愛                    | 2021年1月29日                            | 東京劇場／Little More      | 八谷絹                | 主演 |
| 神劍闖江湖 最終章 The Final     | 2021年4月23日                            | 日本華納娛樂               | 雪代巴                |      |
| 神劍闖江湖 最終章 The Beginning | 2021年6月4日                             | 日本華納娛樂               | 雪代巴                |      |
| 太陽之子                        | 2021年                                   | AEON ENTERTAINMENT         | 朝倉世津              |      |
| 前科者                          | 2022年                                   | 日活 / WOWOW               | 阿川佳代              | 主演 |
| 月之圓缺                        | 2022年                                   | 松竹                       | 正木瑠璃              |      |
| 我是千尋                        | 2023年2月23日                            | Netflix                    | 千尋                  | 主演 |
| 再見的延續                      | 2024年11月14日                           | Netflix                    | 菅原佐惠子            | 主演 |
| 花便當的記憶                    | 2025年4月25日                            | 東映                       | 加藤フミ子            |      |
| 迷宮裡的魔術師                  | 2025年9月12日                            | 東寶                       | 神尾真世              |      |

### 動畫
- 回憶中的瑪妮（2014年7月19日，東寶）：配音 瑪妮
- 夢幻胡桃鉗（2014年11月29日）：配音 克拉拉
- 勇者鬥惡龍 你的故事（2019年8月2日公開預定，東寶）：配音 碧安卡（ビアンカ）[32]

### 舞台劇
- 聖女貞德（2014年10月7日 - 11月24日，東京/地方）：主演 聖女貞德

### 廣告
- 東京迪士尼海洋（2011年1月－3月）
- 東京瓦斯（2012年3月－）
- 大塚製藥 CalorieMate（2012年5月－）
- LEVEL5 時光旅行者（2012年7月－）
- 伊藤園
  - TEAS'TEA NEW YORK（2013年8月－）
  - Relax茉莉花茶「Relaxジャスミンティー」（2014年6月－）
  - Oi Ocha「お〜いお茶」（2015年9月－）
  - Oi Ocha 抹茶「お〜いお茶 お抹茶」（2020年12月9日－）
  - Oi Ocha 綠茶「お〜いお茶 緑茶」（2022年3月14日－）
- 東芝
  - FlashAir（2014年3月－）
  - 住宅用太陽光發電系統（2016年10月－）
  - dynabook（2017年4月－）
- 日本中央競馬會（2015年1月－）
- Max Factor SK-II（2016年2月－）

## 外部連結
- 有村架純的X（前Twitter）
- 有村架純的Instagram帳戶
- 所屬事務所網頁 （页面存档备份，存于）（日語）